# Luc Caals
 (août 2021).
Si vous disposez d'ouvrages ou d'articles de référence ou si vous connaissez des sites web de qualité traitant du thème abordé ici, merci de compléter l'article en donnant les références utiles à sa vérifiabilité et en les liant à la section « Notes et références ».
Luc Caals est un acteur, humoriste et présentateur belge flamand né le 11 août 1952 à Schoten.

## Biographie
Luc Caals fait sa première apparition publique avec l'orchestre The New Born. En 1974, il accompagne brièvement la chanteuse Micha Marah.
Dans les années 1980, Luc Caals est, pendant 16 ans, le directeur artistique du Bredene Palace, un hôtel situé dans la station balnéaire de Bredene.
Sur les traces de ses compagnons de cabaret Staf Permentier, Lou Marcel et Gust Lancier, Luc Caals rejoint l'équipe de l'artiste belge Bobbejaan Schoepen fondateur et directeur du parc du parc d'attractions Bobbejaanland. Caals y reste de la fin des années 1980 à la première moitié des années 1990.
Au début des années 1990, Luc Caals est connu comme acteur au Echt Antwaarps Teater, un théâtre situé à Anvers.
Après le Echt Antwaarps Teater, Luc Caals joue au théâtre et pour la chaîne VTM dans les séries Lili en Marleen, Familie, Bompa, Chez Bompa Lawijt, Pa heeft een lief et Kabouter Plop (Lutin Plop en français) où il tient le rôle du lutin Smul depuis 1998. Il joue également Paul Van Os dans la série flamande Matrioshki : Le Trafic de la honte. En 2014, il tient également un rôle comme invité dans un épisode de la série Crimi Clowns.
Lorsque Luc Caals ne joue pas à la télévision, il participe à son émission théâtrale Caals and Van Vooren. Depuis 2007, le Caals Comedy Club se tient chaque été à Middelkerke.